# Søren Vinterberg
Søren Vinterberg (født 13. november 1944 på Frederiksberg) er en dansk mag.art., journalist og kulturanmelder.
Vinterberg blev student fra Metropolitanskolen i 1963 og blev efterfølgende journalistelev ved Skagens Avis. Her var han dog kun til 1964, men uddannede sig i stedet i litteraturvidenskab ved Københavns Universitet. Han har været ansat som taleskriver i Kulturministeriet og som journalist ved Børsen, nyhedsmagasinet NB og Information. I 1990 kom han til Politiken som litteraturredaktør og redaktør af sektionen Kulturliv. Senere har han været anmelder samme sted. Har bl.a. skrevet bogen Levende streger om bladtegninger i Politiken gennem 125 år som udkom i 2009.
Søren er søn af leksikografen Hermann Vinterberg. Han er far til fire børn, deraf Thomas Vinterberg.

## Anerkendelser
- Fremads Jubilæumslegat (1989)
- International Board on Books for Young People (1990)
- Døssingprisen (1992)